# 光GENJI ローラーパニック
『光GENJI ローラーパニック』（ヒカルゲンジ ローラーパニック）は、1989年3月20日にポニーキャニオンから発売されたファミリーコンピュータ ディスクシステム用のアドベンチャーゲームである。

## 概要
盗まれたローラースケートを取り返すため、光GENJIのメンバー1人と組んで事件を解く。生年月日、誰と組むか、言われたい一言を決め、場所を回り捜査、目撃証言を集め犯人を問い詰めるとスケートを返してくれる。これを7人分繰り返し全員分集めるとクリアになり、コンサート開演となる。いろいろな人から情報を集めて推理していけば簡単に犯人を見つけられるため、難易度は低い。
パッケージは一般用の3.5インチサイズではなく、CD規格のケースが使用されている。ディスクライターによる書き換え販売は実施されなかった。

## あらすじ
ある町のコンサート会場、この町で光GENJIのコンサートが行われる。朝から会場はファンの人だかりになったが、開場時間を越えても扉は開かない。そこにメンバーが現れて「ローラースケートが盗まれた。一緒に探してくれないか」と訴える。そこで名乗りを上げたのがファンのプレイヤーだった。

## 登場人物
- プレイヤー
- 光GENJI

## 評価
ゲーム誌『ファミコン通信』の「クロスレビュー」では合計19点（満40点）、『ファミリーコンピュータMagazine』の読者投票による「ゲーム通信簿」での評価は以下の通りとなっており、13.47点（満30点）となっている。
| 項目 | キャラクタ | 音楽 | 操作性 | 熱中度 | お買得度 | オリジナリティ | 総合  |
| 得点 | 2.43       | 2.28 | 2.27   | 2.06   | 2.20     | 2.23           | 13.47 |